# Hanthawaddy United Football Club
O Hanthawaddy United Football Club é um clube de futebol com sede em Taungoo, Myanmar. A equipe compete no Campeonato Birmanês de Futebol.

## História
O clube foi fundado em 2009.